# Givenchy
Живанши је француска кућа луксузне моде и парфема . У њему се налази бренд високе моде, одеће, додатака и Парфумс Живанши, парфема и козметике. Кућу Живанши основао је 1952. дизајнер Ибер де Живаши. У власништву је луксузног конгломерата ЛВМХ .
Од 2. маја 2017. до 10. априла 2020. уметнички директор је била Клер Вејт Келер, прва жена на тој функцији. 

## Историја

### Формирање и прве године
Године 1952. Ибер де Живанши је основао своју луксузну кућу и лансирао нову колекцију Лес Сепараблес са неким плутајућим сукњама и пуф блузама направљеним од сировог памука. 
Живанши је постигао признање критике са часописом Вог који је похвалио његову "дивну прву колекцију" 14. Колекција је укључивала блузу Бетина, белу кошуљу названу у част Бетине Грацијани, која је тада насликана у једном од радова Ренеа Груауа . 
Магазин Њујорк тајмс објавио је чланак под насловом „Звезда је рођена“, а Фигаро је такође написао прилог у коме се наводи да је „У једној ноћи Ибер де Живанши постао једно од најпознатије деце моде са својом првом колекцијом“. 
Модели као што су Сузи Паркер и Доријан Ли постали су музе куће. 
Што се тиче иновација, користио је 'кошуљу', сирови памук сличан папиру са узорком, да креира своје шик и лежерне колекције. 
Године 1954. Живанши је представио прву хаљину кошуље (која је касније еволуирала у хаљину од вреће 1957.). Био је први дизајнер високе моде који је креирао луксузну конфекцијску линију одеће, под називом „Универзитет Живанши“, која се производила у Паризу коришћењем машина увезених из Сједињених Држава. 

### 1950-их: Баленсијага и Живанши
Године 1956. и Кристобал Баленсијага и Ибер де Живанши представили су своју колекцију у Њујорку током добротворне гала гала акције за помоћ америчкој болници у Паризу. 

### Проширење
Године 1969. Живанши је покренуо своју модну линију за мушкарце, "Џентлмен Живанши". Бутик је отворен у новембру на Авенији Џорџа В. 
По савету Кристобала Баленсијаге, Живанши је развио своје лиценце 1970-их, како би заштитио колекције високе моде. 
Током овог периода, Живанши је диверзификовала своје активности на производњу ципела, накита, кравата, посуђа, тапацирунга и кимона. Живанши је изабран за дизајн ентеријера Хилтон хотела широм света, па чак и аутомобила.
Ибер де Живанши је изабран за личност 1979. и за најелегантнијег човека године. 
Године 1982. ретроспективу којом је председавала Одри Хепберн организовао је Модни институт за технологију из Њујорка. 
Следеће године Ибер де Живанши је именован Витезом Легије части, а 1985. године Жак Ланг, француски министар културе, доделио му је Оскара посвећеног уметности елеганције током прославе у Опери у Паризу. 

### Одлазак Ибера де Живаншија
Године 1988. Живанши се придружио компанији ЛВМХ Моет Хенеси Луј Витон.
Ибер де Живанши напустио је компанију 1995. године. Наследили су га различити млади британски креатори укључујући Џона Галијана, Александра Меквина и Џулијена Макдоналда .

### 2005–2017, Рикардо Тиши
Узде за обе колекције су пренете на Рикарда Тисија 2005. године када је именован за уметничког директора женске одеће. Рикардо Тиши је предложио Дому свој стил и утицаје. Променом кућних кодова, Рикардо Тиши додаје тамни и сензуални романтизам. 
Филип Фортунато, бивши главни оперативни ЛВМХ – Кина, је садашњи главни оперативни у Живаншију. 
Живанши хаљине су носиле бројне познате личности на црвеним тепихима, укључујући Руни Мару на додели Оскара 2012. Такође је одговоран за рад са Мадоном на дизајнирању њених костима за њену турнеју, као и за шоу на полувремену Супербоул 2012. 
У 2016. години, Тисци је покренуо сарадњу са компанијом Најк, намењену олимпијским спортистима за Летње олимпијске игре 2016. као свакодневним корисницима теретане. 
У фебруару 2017, Рикардо Тиши је најавио да ће напустити након дванаест година рада као креативни директор брендова. 

### 2017–2020, Клер Вејт Келер
Кућа Живанши објавила је именовање Клер Вејт Келер за уметничког директора од 2. маја 2017. Вејт Келер је преузео све креативне одговорности, укључујући женске и мушке колекције и модне додатке, као и колекцију високе моде.  Меган Маркл је носила хаљину од Клер Вејт Келер на венчању са принцом Харијем 19. маја 2018. 
Након успешног вођења три узастопне комбиноване емисије уз асистенцију Келера, бренд је најавио да ће вратити календар колекције мушке одеће за сезону јесен/зима 2019. 

## Иконе и филм

### Одри Хепберн
Године 1953. Одри Хепберн и Ибер де Живанши упознали су се код посреднице Гледис де Сегонзак на начин да креирају њене костиме за Сабрину од Билија Вајлдера. Како је Гледис де Сегонзак организовала састанак са 'госпођицом Хепберн', модни креатор је помислио да ће примити Кетрин Хепберн. Одевена у розе-бели приватник, мајицу и шешир гондолијера, британска глумица је добила неке прототипове будуће колекције. Одри Хепберн је одлучила да носи Живанши одећу на платну и ван ње, као што су Сабрина (1954), Љубав после подне (1957), Смешно лице (1957), Доручак код Тифанија (1961), Шарада (1963), Како украсти милион (1965).  

### Познате личности
Живанши је привукао многе друге познате личности, укључујући Лорен Бекол, Бејб Пејли, Мајкла Нормана, Грету Гарбо, Елизабет Тејлор, Марлен Дитрих, Жаклин Кенеди-Онасис, Бијонсе Ноулс, принцезу Грејс од Монака, Мишел Бенет  па чак и Волис Симпсон, за коју је направио неке посебне торбе за одећу како би спречио да други клијенти виде војвоткињине наредбе. Колекција одеће (хаљина, капут, парфем, итд.) намештена за Симпсона касније ће постати позната као 'плави Волис'. 
Данас Живанши облачи многе холивудске звезде, укључујући Кејт Бланшет, Ему Стоун, Лејди Гагу, Џулијану Мур, Џулију Робертс, Руни Мару и друге.  У мају 2019, је потврдио да ће певачица Аријана Гранде бити ново лице њене кампање за јесен и зиму која је представљена тог јула.  

## Операције
Од 2013. године, пословање компаније је подељено на: „Европа чини 42 одсто пословања, Кина 18 одсто, азијско-пацифичка 14 одсто, Америка 12 одсто, Блиски исток 7 одсто, Јапан 4 одсто, а остатак света 3 одсто“. 

## Рекламне кампање
У колекцији Живанши и Рикардо Тиши за јесен 2010. први пут је представљена трансродна особа. 